# 滋賀県道180号増田水口線
滋賀県道180号増田水口線（しがけんどう180ごう ましだみなくちせん）は、滋賀県蒲生郡日野町から甲賀市に至る一般県道である。

## 概要
蒲生郡日野町大字増田から甲賀市水口町水口に至る。

### 路線データ
- 起点：蒲生郡日野町大字増田（国道477号交点）
- 終点：甲賀市水口町水口（松尾交差点、国道1号・国道307号旧道交点）
- 総延長：5.9 km

## 路線状況

### 道路施設

#### 橋梁
- 増田橋（出雲川、蒲生郡日野町）

## 地理

### 通過する自治体
- 滋賀県
  - 蒲生郡日野町 - 甲賀市

### 交差する道路
| 交差する道路             | 市町村名 | 市町村名 | 交差する場所 | 交差する場所      |
| ------------------------ | -------- | -------- | ------------ | ----------------- |
| 国道477号                | 蒲生郡   | 日野町   | 大字増田     | 起点              |
| 滋賀県道178号泉日野線    | 蒲生郡   | 日野町   | 大字中山     |                   |
| 滋賀県道179号山松尾線    | 甲賀市   | 甲賀市   | 水口町松尾   |                   |
| 国道1号 国道307号 / 旧道 | 甲賀市   | 甲賀市   | 水口町水口   | 松尾交差点 / 終点 |

### 沿線
- 金比羅神社
- 光明院
- 金剛定寺
- 熊野神社
- 蒲生ゴルフ倶楽部
- 願隆寺
- 水口テクノス
- アヤハ自動車教習所